# حسين العرفي
حسين العرفي (1987 الجزائر) هو لاعب كرة قدم جزائري .

## روابط خارجية
- حسين العرفي على موقع قاعدة بيانات كرة القدم.إي يو (الإنجليزية)
- حسين العرفي على موقع ناشيونال فوتبول تيمز (الإنجليزية)
- حسين العرفي على موقع Soccerway.com (الإنجليزية)